# 愛・命 〜新宿歌舞伎町駆け込み寺〜
『愛・命 〜新宿歌舞伎町駆け込み寺〜』（あい・いのち しんじゅくかぶきちょうかけこみでら）は、2011年12月17日の21:00-23:21（JST）にテレビ朝日系列にて放映された、単発スペシャルのテレビドラマ。平均視聴率は11.3％（ビデオリサーチ調べ、関東地区）。

## 概要
東京・新宿歌舞伎町で、人生のさまざまな問題を抱えたあらゆる人々の相談を受けできる限りサポートし続けてきた、実在の人物である玄秀盛の半生を架空の人物であるフリージャーナリストの視点から描いた作品。玄秀盛を描いた作品としては2006年にフジテレビ系列の金曜エンタテイメント枠で放送されたドラマ『こちら新宿駆けこみ寺〜泣き笑い玄さん奮闘記〜』（主演：高橋克実）以来2作目となる。
この作品は主演の渡辺謙が普遍的かつ決して人間が見失ってはならないテーマとして「愛、そして命」を掲げ、自ら企画したものである。また、渡辺は本作の監督には自身がかつて同局のドラマ『刑事一代 平塚八兵衛の昭和事件史』でタッグを組んだ石橋冠を、相手役には永作博美を指名した。渡辺の実の妻である南果歩はその石橋監督作品への出演を切望していたところ、渡辺演じる平山秀盛の別居中の妻を演じることとなり、渡辺と南は結婚後夫婦初共演を果たすこととなった。

## あらすじ
2001年秋、白血病を発症する可能性があるウイルスに侵されていることを知った平山秀盛は、フリーマーケット会場で聖母子の絵画に惹かれ、それを買う。その絵画を売っていたフリージャーナリストの中原洋子は平山の美しい目、悲しみとも怒りともとれるその表情に釘付けになり、自らのカメラで思わず平山を撮っていたが、その直後、代金の万札に挟まれた一枚の紙を見て彼の抗体検査の結果が陽性であることを知り衝撃を受ける。
その一年後の夏、平山はウイルス感染を機に、金の亡者であった傍若無人な人生を改め、せめて死ぬまでに人のためになることをしようと決意し、NPO法人「日本ソーシャル・マイノリティ協会」（通称「歌舞伎町駆け込み寺」）を新宿歌舞伎町で立ち上げていた。そんなある日、平山は歌舞伎町で偶然洋子と再会するが、洋子は覚えていなかった。その後一年前の出来事を思い出した洋子は平山の居場所を突き止め、彼のドキュメンタリーが撮りたいと申し出、当の平山も「駆け込み寺」のPRになると考え、それを了承。取材対象が見つからずにいた洋子であったが、重い過去を背負いながらも「駆け込み寺」の活動に心血を注ぐ平山の存在は彼女のジャーナリスト魂に火をつけ、やがて彼女の中で「単なる取材対象の域を超える存在」となっていく。

## キャスト

### 主要人物
平山 秀盛（韓国名：玄 秀盛）：渡辺謙
虐待や不当な借金などで困っている人々を救うため、NPO法人を立ち上げる。在日韓国人の両親の間に生まれるも、幼少期は4人の女性の元をたらい回しにされながら育てられ、貧しかった。建設業やアンダーグラウンド的な危険を伴う仕事を主に生業としてきたが、白血病を発症する可能性のあるウイルスに感染していることを知り、今までの生活から一転し、ボランティア活動に力を注ぐ。
中原 洋子：永作博美
フリージャーナリスト。かつてはアフガニスタンの戦場で命懸けの取材活動を行なっていたものの、フランス人の男に捨てられ、帰国。目的を失っていたが、平山との偶然の出会いから彼のドキュメンタリーを撮ることになる。他人と向き合うことが苦手であったが、平山の生き様を目にし、自分と向き合うようになる。
平山 安枝：南果歩
秀盛の妻。秀盛が事業で借金を背負ったことから別居しているが、内心彼のことを気にかけている。神戸で二人の子どもを女手一つで育てながら家庭を切り盛りしている。
徳永 たま：風吹ジュン
家出した娘を捜すために上京していたところ、秀盛と出会う。娘は無事見つかったが、そのままボランティアとして「駆け込み寺」に参加する。
村松 ケンジ：緒形直人
洋子の数少ない友人で良き理解者。洋子に好意を持っており、強引で無茶なことばかりする彼女をいつも心配している。実家は気仙沼市の造り酒屋。のちに洋子と結婚し、娘を授かることになる。
高村 政枝：かたせ梨乃
金持ちの占い師。ある意味で平山の理解者で、平山に金銭的な援助をしている。
金 美淑：市毛良枝
秀盛の実母。秀盛が子どもの頃は自由奔放に暮らしていた。大阪在住。
玄 新一：山本學
秀盛の実父。荒んだ生活を送り、秀盛とは寝食を共にすることは殆どなかった。病気で死去。
亀田警部補：伊武雅刀
捜査四課の刑事。平山の良き理解者で、色々なことで協力してくれる。

### その他
- 中原 聖子（洋子の娘）：山下采美
- 平山 織子（秀盛の娘）：田中美晴
- 徳永 育代（たまの娘）：林丹丹
- 高原 マキ：松山愛里
- 田島令子
- りりィ
- 田中要次
- 梨本謙次郎
- 渡辺哲
- 石丸謙二郎
- 木下ほうか
- 魏涼子
- 信太昌之
- 阿南敦子
- 中村（捜査員）：生津誠
- 長町太郎
- 山野史人
- 中沢青六
- 平沼紀久
- 古川悦史
- 笠松伴助
- 寺井文孝
- 國本鍾建
- 山中 純一：南圭介
- 寺西：尚玄
- 芦川誠
- 伊藤正之、石川真希、広瀬彰勇、市村直樹、檀臣幸、北見誠、ひがし由貴、瀬尾智美、石川裕司、須田祐介、井上智之、羽鳥翔太、金井良信、永井貴也、吉見純麿、田村祐、澤口夏奈子、辞本直樹、相原美奈子、徳永繁春、谷隆次、吉田翔、桑原智伺、鏑木海智、鈴木明男、関谷友貴、平林智志、岸田勇気、小松靖

## スタッフ
- 協力：一般社団法人 日本駆け込み寺
- 原案：玄秀盛
- 脚本：竹山洋
- 監督：石橋冠
- 音楽：吉川清之
- 技斗：佐々木修平
- 技術協力：NiTRo、日本テレビアート
- CG・美術協力：テレビ朝日クリエイト
- 編集協力：ビデオスタッフ
- 音響効果：サウンドシップ
- ロケ協力：東京ロケーションボックス、歌舞伎町商店街振興組合、歌舞伎町タウン・マネージメント、東京都健康プラザハイジア、前橋中心商店街協同組合 ほか
- チーフプロデューサー：五十嵐文郎（テレビ朝日）
- プロデューサー：藤本一彦（テレビ朝日）、里内英司（5年D組）、中山秀一（5年D組）
- 制作協力：5年D組
- 制作著作：テレビ朝日